# Miller Brewing Company
La Miller Brewing Company è un'azienda statunitense produttrice di birra con sede a Milwaukee, nel Wisconsin. La società ha impianti di produzione ad Albany, in Georgia; Chippewa Falls, Wisconsin; Fort Worth, Texas; Irwindale, California; Milwaukee, Wisconsin; e Trenton, Ohio.

## Storia

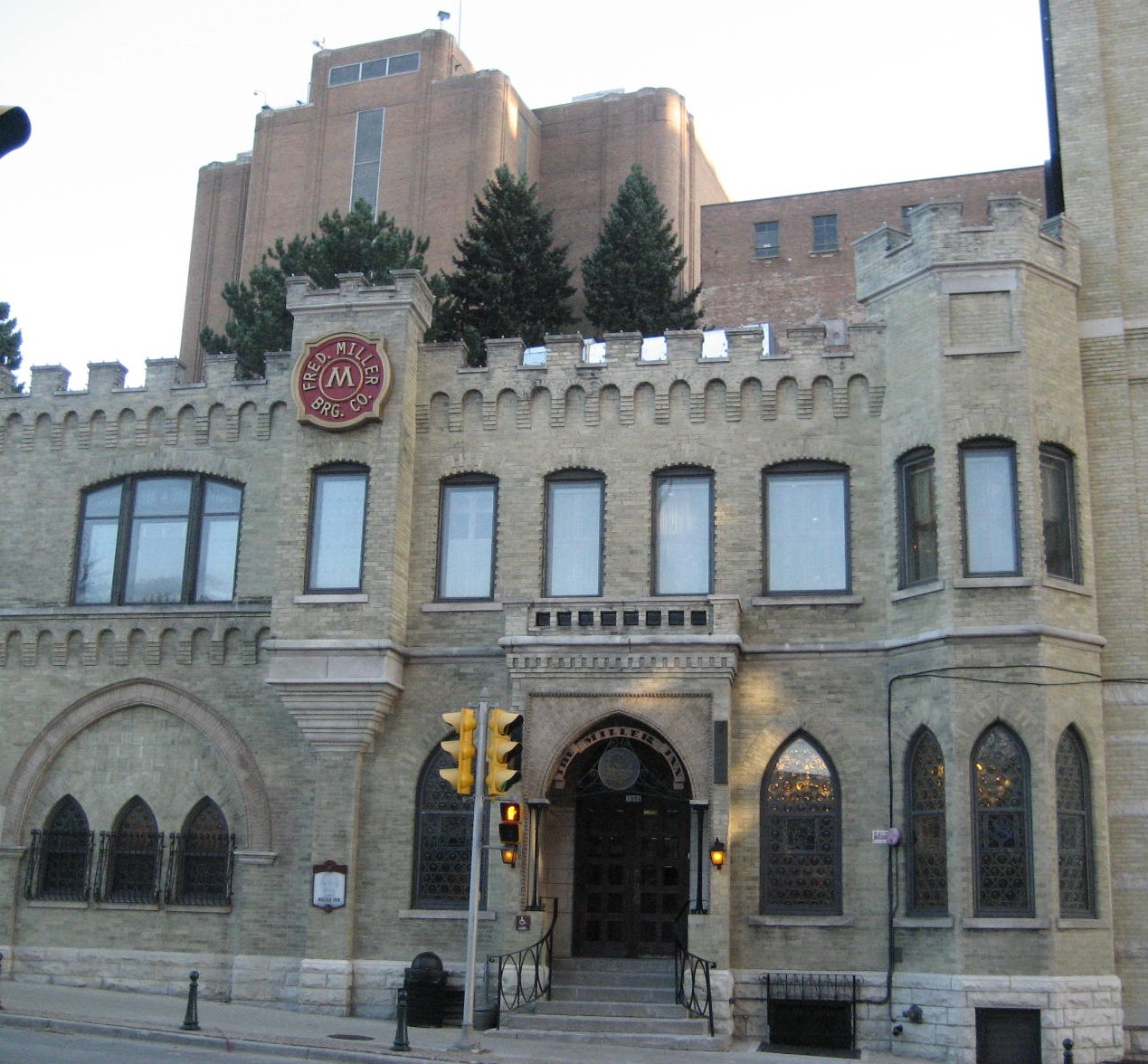
Edificio sede della Miller a Milwaukee

L'azienda fu fondata nel 1855 da Frederick Miller, emigrato da Hohenzollern in Germania nel 1854. L'impresa rimase di proprietà della famiglia e dei suoi discendenti fino al 1966.
Nel 1966, il conglomerato W. R. Grace and Company acquistò la Miller dalla signora Lorraine John Mulberger (nipote di Frederick Miller) e dalla sua famiglia. Nel 1969 Philip Morris (ora Altria) acquistò la Miller dalla WR Grace per 130 milioni di dollari. Nel 2002, la South African Breweries ha acquistato la Miller dalla Philip Morris per formare la SABMiller, in cui la Philip Morris manteneva una quota del 36%.
Nel 2006, la Miller Brewing acquisì i marchi Sparks e Steel Reserve dalla McKenzie River Corporation per 215 milioni di dollari.
Il 1º luglio 2008, la SABMiller costituì la MillerCoors, una joint venture con la concorrente Molson Coors per consolidare la produzione e la distribuzione dei suoi prodotti negli Stati Uniti.
La joint venture si concluse dopo che la SABMiller fu acquisita dalla Anheuser-Busch InBev (AB InBev) il 10 ottobre 2016.

## Birre a marchioMiller
- Miller Genuine Draft
- Miller Lite
- Miller Chill
- Miller Genuine Draft Light
- Miller High Life